# Делфт
Делфт (хол. Delft, слушајⓘ) је град и општина у Низоземској, провинција Јужна Холандија.
Овај град је познат по мануфактури за производњу порцелана. 
Од 1842. у граду постоји Технички универзитет. 
Центар града Хаг се налази само 8 km северније од Делфта, а Ротердам је 12 km јужно. 

## Историја
Делфт је настао као насеље на вештачком каналу, по чему је добио име (Delf, од Delven: копати). 
Гроф Вилем II је дао Делфту градска права 15. априла 1246. Трговина, занатство и производња пива су се потом знатно развили. Године 1389. прокопан је канал који је град повезивао са реком Мас, а тиме и са Северним морем.
Све до 17. века Делфт је био један од највећих градова Низоземске. Око 1400. Делфт је имао око 6500 становника и био трећи град Низоземске, после Дордрехта (8000) и Харлема (7000). 
Принц Вилем Орански је имао резиденцију у Делфту, и ту је погинуо у атентату 10. јула 1584. Сахрањен је у градској катедрали, а тиме је отпочела традиција сахрана чланова династије Орање у Делфту. 
У експлозији барута 1654. уништен је велики део града, и притом је погинуло око сто грађана. 
Град је свој трговински значај изгубио крајем 17. века у корист Хага и Ротердама. 
Данас је Делфт туристички атрактиван град са очуваним историјским здањима.

## Становништво
Према процени, у граду је 2008. живело 96.095 становника.
| 1980.  | 1990.  | 2000.  | 2008.  |
| ------ | ------ | ------ | ------ |
| 83.939 | 88.739 | 96.095 | 96.058 |

## Партнерски градови
- Арау
- Кфар Сава
- Фрајберг
- Адапазари
- Лондонска општина Кингстон на Темзи
- Кастроп-Рауксел
- Преторија
- Тузла